# Vysoká nad Kysucou
Vysoká nad Kysucou (maďarsky Hegyeshely) je obec na severozápadě Slovenska v okrese Čadca. V roce 2016 zde žilo 2 670 obyvatel. První písemná zmínka o obci pochází z roku 1619.

## Dějiny
Přítomnost opočloveka na území Slovenska dosvědčují pozůstatky ohnišť, jako i úštepy kamenů z obce Vysoká nad Kysucou.